# Tesero
Tesero – miejscowość i gmina we Włoszech, w regionie Trydent-Górna Adyga, w prowincji Trydent.
Gmina Tesero obejmuje tzw. Frazioni (podjednostki, głównie wioski i osady) Lago, Stava i Alpe di Pampeago i graniczy z 6 gminami: Nova Ponente, Predazzo, Varena, Panchià, Cavalese i Pieve Tesino.
Według danych na rok 2004 gminę zamieszkiwało 2619 osób, 52,4 os./km².